# Tennessee Tears
A Tennessee Tears egy svéd country duó, akik 2014-ben alakultak, a két tagja Tilda Feuk és Jonas Hermansson. A Melodifestivalen résztvevői voltak 2023-ban és 2025-ben.

## Történet
Feuk és Hermansson 2014-ben egy stúdióban találkoztak, ahol együtt zenéltek. Nem sokkal később Nashville-be utaztak, ahol megalakult a Tennessee Tears nevű formáció. Billy Burnette-tel és Nashville elismert zenészeivel közösen készítették el az I Love You Whatever című dalt, mely a svéd iTunes listán a második helyig jutott el.
2022. november 30-án jelentette be az SVT, hogy a Tennessee Tears bejutott a versenydalukkal a Melodifestivalen következő évi mezőnyébe. A Now I Know című dalt először a február 11-én rendezett második elődöntőben adták elő Linköpingben, ahol 69 ponttal a negyedik helyen végeztek, így továbbjutottak a március 4-i vigaszágas fordulóba. Itt a nyolc versenyző közül az ötödik helyen végeztek, így nem jutottak be a nemzeti válogatóműsor döntőjébe.
2024. november 26-án jelentette be az SVT, hogy a formáció ismét bejutott a versenydalával a Melodifestivalen következő évi mezőnyébe. A Yours című dalt a február 22-én rendezett negyedik elődöntőben adták elő Malmőben, ahol az ötödik helyen végeztek, így nem folytathatták a versenyt.

## Tagok
- Tilda Feuk – ének
- Jonas Hermansson – ének, gitár

## Diszkográfia

### EP-k
- Our Differences (2023)

### Kislemezek
- I Love You Whatever (2017)
- Lucky Tonight (2020)
- Man in the Moon (2021)
- Do You Still Think of Me (2022)
- Head Over Heels (2023)
- Now I Know (2023)
- Little of Me (2023)
- Christmas Where You Are (2023)
- Queen of Pearls (2024)
- Yours (2025)